# Wroughtonia occidentalis
Wroughtonia occidentalis är en stekelart som först beskrevs av Cresson 1865.  Wroughtonia occidentalis ingår i släktet Wroughtonia och familjen bracksteklar. Inga underarter finns listade i Catalogue of Life.